# Mostasteless
Mostasteles è il primo album in studio del gruppo musicale statunitense Twiztid, pubblicato nel 1998.

## Tracce
1. Twiztid – 0:46
2. 2nd-Hand Smoke – 4:32
3. Diemuthafuckadie – 4:02
4. Smoke Break – 0:36
5. Murder, Murder, Murder – 3:16
6. 1st Day Out - '98 – 4:21
7. Somebody Dissin' U – 3:33
8. Meat Cleaver (featuring Insane Clown Posse & Myzery) – 4:25
9. How Does It Feel? – 3:43
10. She Ain't Afraid – 6:01
11. Whatthefuck!?!? – 4:32
12. Anotha Smoke Break – 0:37
13. 85 Bucks an Hour (featuring Insane Clown Posse) – 3:17
14. Renditions of Reality / ??? – 9:39